# 瑞陞傳播
瑞陞傳播有限公司 (Ruisheng Communication Co.,Ltd) 是台灣電視戲劇、電影製作公司，2003年由製作人曾禎成立，瑞陞傳播成立15年，以製作優質戲劇，電視, 電影為出發點，一路以來作品深受廣大民眾喜愛，創作題材觸角多元豐富，觸動人心，多描寫市井小民的生活遭遇為主題，擅長製作勵志溫馨喜劇，2012年推出電影《第三個願望》深受好評。

## 作品

### 製作類
- 華視金鐘劇：
  - 《砲彈與菜刀》（2006）
  - 《夢醒他鄉是故》（2007）
- 華視八點檔：
  - 《這三個女人》（2008）（獲行政院新聞局95年度第一梯 次HD優質高畫質電視節目連續劇類補助）
- 電視電影：
  - 《柿子紅了》（2009）
- 台視八點檔：
  - 《田庄英雄》（2011）
- 電影：
  - 《第三個願望》（2012）
  - 《風雲高手》（2015）
  - 《玩命貼圖》（2019）[1]
  - 《為你存在的每一天》（2019）

## 得獎紀錄
華視：《砲彈與菜刀》
- 入圍2006年金鐘獎迷你戲劇類最佳導演、最佳男主角、最佳男配角
- 榮獲2006年金鐘獎迷你戲劇類最佳男配角

電影《玩命貼圖》所榮獲的獎項共3個，入圍4個獎項
- 榮獲洛杉磯影展"最佳新導演""最佳特效"兩項大獎
- 入圍第42屆加拿大蒙特羅世界影展
- 入圍洛杉磯影展
- 入圍美國恐怖迷影展
- 入圍北紐約恐怖影展
- 榮獲好萊塢恐怖影展榮譽稻穗

電影《為你存在的每一天》所榮獲的獎項共20個
- 榮獲 美國獨立電影獎《亞洲卓越特別提及獎》
- 榮獲 義大利佛羅倫斯電影獎 《最佳劇情片導演》
- 榮獲 紐約電影獎 《最佳影片》《最佳劇情片》《最佳新導演》《最佳年輕演員》《最佳演員組合》
- 榮獲洛杉磯電影獎《最佳劇情片》《最佳新導演》《最佳演員組合》《最佳劇情片榮譽獎》
- 榮獲洛杉磯菲斯蒂喬斯國際影展《最佳劇情片》《最佳劇情片導演》《最佳原著故事》《最佳女主角榮譽獎》《最佳演員組合》《最佳攝影》！
- 榮獲義大利奧尼羅電影獎《最佳劇情片》
- 榮獲倫敦獨立電影獎《最佳劇情片》《最佳女導演》

## 外部連結
- 瑞陞傳播的Facebook專頁